# دافنه کاروآنا گالیتزیا
دافنه کاروآنا گالیتزیا (انگلیسی: Daphne Caruana Galizia؛ ۲۶ اوت ۱۹۶۴ – ۱۶ اکتبر ۲۰۱۷) یک روزنامه‌نگار، نویسنده و یک فعال ضد فساد سیاسی مالتی بود که رخدادهای سیاسی مالت را گزارش می‌کرد. به ویژه بر روی گزارش‌های تحقیقاتی فساد اداری، دادن مقام‌های حکومتی به نزدیکان و حمایت از پولشویی و ارتباط بین صنعت قمار آنلاین و جرایم سازمان یافته در مالت و فروش گذرنامه دریافت پول از دولت کشور آذربایجان تمرکز کرده بود.
وی در ۱۶ اکتبر ۲۰۱۷ در اثر بمب‌گذاری در ماشین شخصی با همراه خود به قتل رسید.